# Đức Thịnh (đạo diễn)
Đỗ Đức Thịnh, thường được biết đến với nghệ danh Đức Thịnh (sinh ngày 24 tháng 12 năm 1975), là một nam diễn viên, doanh nhân kiêm nhà làm phim người Việt Nam. Anh được phong tặng danh hiệu Nghệ sĩ ưu tú vào năm 2011.

## Tiểu sử
– Đức Thịnh kể về tuổi thơ
Đỗ Đức Thịnh sinh ngày 24 tháng 12 năm 1975 tại xóm Lò Heo, gần chợ Bà Chiểu, Sài Gòn, đây là nơi sản sinh ra nhiều nghệ sĩ nổi tiếng khác như Thái Hòa, Cao Minh Đạt và Thanh Thúy. Anh là con út trong một gia đình gồm 12 anh chị em có cha mẹ đều là người gốc Bắc, cha làm thợ mộc còn mẹ buôn bán rau ngoài chợ. Ai trong nhà cũng có máu nghệ thuật nhưng không thành viên nào theo đuổi con đường này ngoài Thịnh, mặc dù anh tự nhận là người ít máu nhất. Theo Đức Thịnh, hồi nhỏ anh rất hay bị bệnh, năm 4 tuổi, có lần anh nằm trong phòng cấp cứu 24 ngày. Anh bị bệnh phổi, ban khỉ, thủy đậu và suy dinh dưỡng, yếu đến nỗi khi đứng lên phải bám vào cột, nếu không là té. Ngoài ra, anh còn là một tín hữu Công giáo tại Việt Nam.
Theo mong muốn của gia đình thì vào năm 18 tuổi, anh theo học ngành Kế toán tại Cao đẳng Kinh tế Đối ngoại. Tuy nhiên, vì cảm thấy không phù hợp với ngành học hiện tại nên anh đã thi vào ngành sân khấu và điện ảnh với bạn thân Cao Minh Đạt. Đạt muốn ghi danh vào khoa diễn viên Trường Đại học Sân khấu – Điện ảnh Thành phố Hồ Chí Minh nhưng sợ đi một mình nên rủ Thịnh ghi danh chung, sẵn nhờ bạn đóng một vai trong tiểu phẩm của mình. Kết thúc phần thi của Đạt, ban tuyển sinh cho cả hai cùng đậu mà không cần xem tiếp vở diễn của Thịnh. Ở trường này, hai người là sinh viên cùng khóa với nhiều nghệ sĩ như Việt Hương, Tiết Cương và Thúy Nga. Thịnh tốt nghiệp diễn viên vào năm 1998 và tốt nghiệp đạo diễn vào năm 2004 hoặc 2005.

## Sự nghiệp
Năm 2002, anh bắt đầu sự nghiệp diễn xuất ở sân khấu kịch Phú Nhuận trực thuộc sân khấu kịch Hồng Vân sở hữu bởi NSND Hồng Vân. Ở đây anh cũng có làm việc với hai người bạn thơ ấu Thái Hòa và Cao Minh Đạt. Năm 2002 hoặc 2004, Đức Thịnh dựng vở kịch đầu tay mang tên Sâm đắng sâm ngọt (một số nguồn ghi là Sâm đắng - sâm ngọt hay Sâm đắng, sâm ngọt), kể về một cậu sinh viên trượt đại học phải đi bán sâm. Vở kịch thứ hai được giao cho anh vào năm 2004 có tựa đề Người đàn ông của trời, lấy cảm hứng từ nhân vật Hằng trong truyện ngắn Làn môi đồng trinh của tác giả Võ Thị Hảo.

## Danh sách phim

### Phim điện ảnh

#### Đạo diễn
| Năm  | Tựa đề                      | Ghi chú                                        | Nguồn         |
| ---- | --------------------------- | ---------------------------------------------- | ------------- |
| 2015 | Ma dai                      | Đồng đạo diễn với Thanh Thúy                   | [ 8 ]         |
| 2015 | Già gân, mỹ nhân và găng tơ |                                                | [ 9 ]         |
| 2016 | Taxi, em tên gì?            | Đồng đạo diễn với Đinh Tuấn Vũ; kiêm biên kịch | [ 10 ]        |
| 2016 | Sứ mệnh trái tim            |                                                | [ 11 ] [ 12 ] |
| 2018 | Siêu sao siêu ngố           | Kiêm biên kịch                                 | [ 13 ]        |
| 2019 | Trạng Quỳnh                 |                                                | [ 14 ]        |
| 2019 | Anh thầy ngôi sao           |                                                | [ 15 ] [ 16 ] |
| 2020 | Người cần quên phải nhớ     |                                                | [ 17 ]        |

#### Diễn viên
| Năm  | Tựa đề                      | Vai diễn             | Ghi chú | Nguồn  |
| ---- | --------------------------- | -------------------- | ------- | ------ |
| 2015 | Ma dai                      | Thố                  |         | [ 18 ] |
| 2015 | Già gân, mỹ nhân và găng tơ | Ngô                  |         | [ 19 ] |
| 2016 | Taxi, em tên gì?            | Ông lái xe công nông |         |        |
| 2016 | Sứ mệnh trái tim            | Yhu                  |         |        |
| 2018 | Siêu sao siêu ngố           | Tony Dũng            |         |        |
| 2019 | Anh thầy ngôi sao           | Ông Bừng             |         | [ 15 ] |
| 2019 | Siêu quậy có bầu            | Đức                  |         | [ 20 ] |
| 2020 | Tiệc trăng máu              | Mạnh                 |         |        |

### Phim truyền hình

#### Đạo diễn
| Năm  | Tựa đề            | Ghi chú        | Nguồn         |
| ---- | ----------------- | -------------- | ------------- |
| 2012 | Làn môi trong mưa | Kiêm biên kịch | [ 21 ]        |
| 2013 | Bão mùa hè        |                | [ 22 ]        |
| 2014 | Yêu đến tận cùng  | Kiêm diễn viên | [ 23 ] [ 24 ] |

#### Diễn viên
| Năm  | Phim             | Vai diễn      | ghi chú |
| ---- | ---------------- | ------------- | ------- |
| 2006 | Nghề báo         | Phúc trần     |         |
| 2007 | Nắng vài dữ      | Nhà báo Chung |         |
| 2008 | Cô gái xấu xí    | Phê           |         |
| 2009 | Dù gió có thổi   | Hoài khắc     |         |
| 2011 | Hương vị ô mai   | Ông Hùng      |         |
| 2012 | Hiếm muộn        | Thịnh         |         |
| 2014 | Yêu đến tận cùng | Phát          |         |

## Kịch

### Dựng
| Năm  | Tựa đề                 | Nguồn         |
| ---- | ---------------------- | ------------- |
| 2002 | Sâm đắng sâm ngọt      | [ 4 ] [ 5 ]   |
| 2003 | Người đàn ông của trời | [ 5 ]         |
| 2004 | Giấc mơ điện ảnh       | [ 25 ]        |
| 2004 | Em và ngôi sao         | [ 3 ]         |
| 2004 | Chuyện tình mùa thu    | [ 26 ]        |
| 2005 | Tuổi dậy thì           | [ 27 ]        |
| 2005 | Thiên thần gõ cửa      | [ 28 ]        |
| 2005 | Cánh đồng gió          | [ 29 ] [ 30 ] |
| 2006 | Mở cửa sổ ra           | [ 31 ]        |
| 2006 | Nhân danh công lý      | [ 32 ]        |
| 2007 | Nỏ thần                | [ 33 ] [ 34 ] |
| 2009 | Ngõ tình               | [ 2 ]         |

### Đóng
| Tựa đề              | Vai diễn    | Nguồn  |
| ------------------- | ----------- | ------ |
| Cánh đồng gió       | Long        | [ 3 ]  |
| Chuyện tình mùa thu | Tuấn        | [ 3 ]  |
| Cô gái ăn cắp       | Tư lập lơ   | [ 3 ]  |
| Cô giáo Hạnh        | Thôi        | [ 3 ]  |
| Kẻ quấy rối         | Người chồng | [ 3 ]  |
| Mưa đầu mùa         | Bảo         | [ 3 ]  |
| Ngõ tình            | Nhân lì     | [ 3 ]  |
| Nhân danh công lý   | Cường       | [ 3 ]  |
| Thông điệp xanh     | Hoàng Minh  | [ 3 ]  |
| Tứ hỷ lâm môn       | Tèo         | [ 35 ] |

## Chương trình truyền hình
| Năm       | Tựa đề                            | Vai trò             | Nguồn                |
| --------- | --------------------------------- | ------------------- | -------------------- |
| 2003      | Gala cười                         | Diễn viên           | [ 36 ] [ 37 ]        |
| 2005      | Gala cười                         | Diễn viên           | [ 38 ] [ 39 ] [ 40 ] |
| 2007      | Tam sao thất bản                  | Khách mời           | [ 41 ]               |
| 2008–2017 | Hành trình kết nối những trái tim | Đồng đạo diễn       | [ 42 ]               |
| 2011      | Gala cười                         | Diễn viên           | [ 43 ]               |
| 2013      | Gala cười                         | Diễn viên           | [ 44 ] [ 45 ]        |
| 2014      | Gala cười                         | Diễn viên           | [ 46 ]               |
| 2015      | Gala cười                         | Diễn viên           | [ 47 ]               |
| 2016      | Đấu trường tiếu lâm               | Huấn luyện viên     | [ 48 ]               |
| 2017–2018 | Ơn giời, cậu đây rồi! (mùa 4)     | Đạo diễn            | [ 49 ] [ 50 ]        |
| 2017      | Là vợ phải thế                    | Khách mời           | [ 51 ]               |
| 2018      | Ơn giời, cậu đây rồi! (mùa 5)     | Đạo diễn; phó phòng | [ 52 ] [ 53 ]        |
| 2018–2019 | Sao hỏa sao kim                   | Khách mời           | [ 54 ]               |
| 2019      | Ơn giời, cậu đây rồi! (mùa 6)     | Đạo diễn            |                      |
| 2019      | Gương mặt thân quen (mùa 7)       | Giám khảo           | [ 55 ] [ 56 ] [ 57 ] |
| 2023      | 2 ngày 1 đêm (mùa 2)              | Khách mời           |                      |

## Giải thưởng và vinh danh
| Năm  | Lễ trao giải   | Hạng mục                                    | Đối tượng đề cử   | Tác phẩm                       | Kết quả   | Nguồn         |
| ---- | -------------- | ------------------------------------------- | ----------------- | ------------------------------ | --------- | ------------- |
| 2005 | Giải Mai Vàng  | Đạo diễn sân khấu                           | Bản thân          | Em và ngôi sao                 | Đoạt giải | [ 3 ]         |
| 2019 | Giải Cánh diều | Phim điện ảnh xuất sắc nhất (Cánh diều bạc) | Siêu sao siêu ngố | Siêu sao siêu ngố              | Đoạt giải | [ 58 ]        |
| 2019 | Giải Cánh diều | Biên kịch xuất sắc nhất                     | Bản thân          | Siêu sao siêu ngố              | Đoạt giải | [ 58 ] [ 59 ] |
| 2019 | Giải Cánh diều | Nam diễn viên phụ xuất sắc nhất             | Bản thân          | Siêu sao siêu ngố              | Đề cử     | [ 60 ]        |
| 2019 | Giải Cánh diều | Đạo diễn xuất sắc nhất                      | Bản thân          | Trạng Quỳnh; Siêu sao siêu ngố | Đề cử     | [ 61 ]        |

Giải khác
- Huy chương vàng Diễn viên tại Liên hoan Sân khấu phía Nam với vai Hoàng Minh vở Thông điệp xanh (2004)
- Huy chương vàng vở Nỏ thần tại Hội diễn sân khấu kịch nói chuyên nghiệp toàn quốc với vai trò Đạo diễn (2009)
- Năm 2011, Đức Thịnh được Nhà nước phong tặng danh hiệu Nghệ sĩ Ưu tú.
- Giải Đạo diễn trẻ triển vọng tại Liên hoan sân khấu toàn quốc
- Giải B vở Cánh đồng gió của Hội Nghệ sĩ Sân khấu Việt Nam
- Giải C vở Nhân danh công lý của Hội Nghệ sĩ Sân khấu Việt Nam